# Big Russian Boss
И́горь Алексе́евич Сера́вин, урожд. — Лавро́в (род. 8 июня 1991, Алма-Ата), более известный под псевдонимом Big Russian Boss (рус. Биг Ра́шен Босс; с англ. — «Большо́й Ру́сский Босс») — российский рэп-исполнитель, музыкант, ведущий одноимённого шоу на видеохостинге YouTube, основатель группы Hustle Hard Flava.

## История

### Создание проекта
Создателями проекта «Big Russian Boss» стали Игорь Серавин («Big Russian Boss») и его соратник Стас Конченков («Young P&H»). Игорь и Стас познакомились в конце 2000-х, во время учёбы в младших классах школы. Первые песни они распространяли среди друзей в Самаре. Одна из песен попала в публичный доступ, и на следующий день цитаты из неё стали появляться в Твиттере.
Игорь и Стас выбрали звучные псевдонимы «Big Russian Boss», «Young P&H» и начали работать над созданием своего шоу. Образ фронтмена был позаимствован у Рика Росса, голос — у Лил Джона, а в целом проект задумывался как пародия на американский гангстерский хип-хоп. По заявлению Сушкова, тексты Big Russian Boss схожи по смыслу с американской «музыкой тупых чёрных». Согласно легенде, Big Russian Boss — типичный «плохой парень» с густой чёрной бородой родом из Майами, окружён роскошными женщинами и не расстаётся с золотыми цепями, яркими шубами и чёрными очками.

### Творческая деятельность
С 2014 года Big Russian Boss и Young P&H начинают выступать на трэп-вечеринках, 31 августа того же года проводят сольный концерт в питерском клубе MOD. Образ с бородой и очками появился впервые в интервью «Самара Град». Через год после начала выступлений стало ясно, что несмотря на комедийный характер творчества, Big Russian Boss — яркий рэпер и отличный шоумен. Первоначальное продвижение группы происходило на паблике МДК, однако со временем аудитория расширилась и коллектив стал известным за пределами узкого круга рэперов. Если Стас, являющийся рэпером и автором песен, подобные изменения воспринял без энтузиазма, то Игорь наоборот поддержал движение от простых песен в сторону создания развлекательного контента. В 2016 году, согласно рейтингу RAP.RU, Big Russian Boss вошёл в список 50 наиболее популярных российских рэп-исполнителей. 2017—2018 годы — наиболее продуктивные для Игоря, как с точки зрения раскрутки персонажа и его узнаваемости, так и с точки зрения коммерческого успеха. Так Big Russian Boss становится в 2017 году лицом нового тарифа от МТС, который как раз был заточен под социальные сети. А в конце 2018 года Big Russian Boss появляется в предновогоднем эфире шоу «Вечерний Ургант» на Первом канале.
В июле 2021 года пятый студийный альбом рэпера под названием G.O.L.D. был удостоен золотой сертификации в России.

### Big Russian Boss Show
Летом 2016 года на YouTube начинает выходить программа «Big Russian Boss Show», ведущими которой являются сам Big Russian Boss и его соратник под псевдонимом Young P&H (Пимп). Производитель — творческая группа Вячеслава Дусмухаметова «Medium Quality». Шоу носит юмористический характер и содержит нецензурную лексику. Первым гостем Босса стал Роберто Панчвидзе, один из основателей сообщества MDK. В последующих выпусках принимают участие музыканты, рэперы, диджеи, комики.
С 1 по 32 выпуск (1-5 сезоны) шоу снималось в студийных декорациях телепередачи «Вот такое утро», недолгое время выходившей на ТНТ с мая по июнь 2014 года.
В конце 2016 года популярного YouTube-блогера приглашают на экономический факультет МГУ провести лекцию о создании успешного бренда в медиапространстве. Big Russian Boss выступил перед студентами в своём традиционном образе: в синей шубе, короне, очках и с накладной бородой.
1 февраля 2017 года канал «Big Russian Boss Show» на YouTube набрал один миллион подписчиков, а за первый год существования шоу — более двух миллионов.
С 31 октября по 5 ноября 2017 года отдельные выпуски проекта выходили в эфире телеканала ТНТ4, с 22 по 31 октября 2018 года пакет этих же выпусков был повторён.
В феврале 2019 года шоу было закрыто. С 29 июля 2020 года выпуски шоу стали выкладываться на онлайн-платформе Premier (часть выпусков 7 сезона выложена под названием «Big Russian Boss Show Quiz», а первые пять выпусков 8-го — как «Big Russian Boss Show. Europe»).

### Участие в других YouTube проектах
15 октября 2020 года Big Russian Boss появился в первом выпуске шоу «Подземелья Чикен Карри», также он появлялся и в следующих выпусках этого шоу.
25 февраля 2021 года принял участие в юмористической передаче «Блиц-Крик».
5 мая 2021 года принял участие в программе-интервью «Без души» Данилы Поперечного, где впервые предстал перед широкой публикой без образа.
20 мая 2021 года вышел очередной выпуск юмористическое шоу «Что было дальше?», где Big Russian Boss был приглашён в качестве гостя.
22 сентября 2021 года вышел ещё один выпуск «ЧИТКА», где Big Russian Boss выступил со стэндапами.
В марте 2024 года Big Russian Boss выступал в роли гостя-звезды на YouTube-канале медийной команды по баскетболу «Hoops».

## Дискография

### Студийные альбомы
- 2014 — Big Russian Bo$$ — In Bo$$ We Trust[24]
- 2015 — Big Russian Boss — I.G.O.R. (International God of Rap)[25]
- 2019 — Big Russian Boss — G.O.L.D.

### Совместные альбомы
- 2013 — Hustle Hard Flava — «Слово Божье»[26]
- 2018 — Big Russian Boss и Young P&H — S.T.A.S. (Saints Tracks About Style)[27]
- 2020 — Big Russian Boss и Young P&H — OLD BUT GOLD

### Мини-альбомы
- 2016 — Big Russian Boss и Young P&H — X EP[28]
- 2016 — Big Russian Boss — «Б.У.Н.Т. (Часть 2)»[29]
- 2017 — Big Russian Boss — Presidential[30]
- 2020 — Big Russian Boss и Young P&H — C.U.M
- 2021 — Big Russian Boss и Young P&H — MODNA[31]

### Микстейпы
- 2013 — Big Russian Bo$$ — BDSM (Biggest Dick, Similar Money)[32]
- 2019 — Big Russian Boss и Young P&H — Masterpiss[33]

### Синглы
- 2011 — «Расклад» (при уч. Slippah)
- 2013 — «Шлёпай» (при уч. Young P&H)
- 2014 — «Черный снег» (при уч. Young P&H и Bumble Beezy)[34]
- 2015 — «Доброе Утро» (при уч. Young P&H и Aria Fredda)[35]
- 2015 — «Гастроли»[36]
- 2020 — «Big Size» (при уч. Young P&H и SQWOZ BAB)
- 2020 — «Coronavirus» (при уч. Young P&H)
- 2020 — «No Homo Sapiens» (при уч. Young P&H)
- 2021 — «Без Рук» (при уч. Young P&H)
- 2021 — «Нефертити» (при уч. Ролана)
- 2021 — «Оджи Буда» (совм с. Young P&H)
- 2022 — «Большие мячи» (совм с. Young P&H)[37]
- 2023 — «Солевая одноразка» (совместно с Young P&H и Capella)[38]
- 2023 — «Welcome» (при участии Чипинкос)[39]
- 2023 — «Боевой скуф»[40]
- 2024 — «Я не взломаюсь»[41]

### Участие
- 2013 — Young P&H — «Crack» («Мои грехи»)
- 2015 — Young P&H — «Я гений» («Every Day»)
- 2016 — WLVS «Рокстар»
- 2016 — Hash Tag — «Артист» («Гад» при уч. Young P&H)[42]
- 2017 — MC Хованский — «Моё гэнгста» («Кто, если не мы»)[43]
- 2017 — Molly — «Мне нравится» (сингл)
- 2017 — Хлеб — «Пушка» («Куча сраных песен» при уч. Young P&H)[44]
- 2018 — Young P&H — «Recover» («Look alive»)
- 2019 — Джарахов — «Гена Букин» (при уч. Тилэкс, Young P&H, DK, Моргенштерна, Хлеб) (сингл)
- 2019 — Гарри Топор — «Визморианские хроники» («Мама запрещает» при уч. Stigmata)
- 2019 — Sqwoz Bab — «Turbo» («Если баба пошутила»)
- 2019 — DJ Nik One — «Plug Tape» («Intro»)
- 2019 — Sqwoz Bab — «Кайфариатер» (сингл)
- 2020 — Дети Rave — «Fanat» («Gaga»)
- 2020 — Sqwoz Bab — «Ringtone demo final mix 123 dfghfw» («Босс»)
- 2021 — Young P&H — «Пимп» («Не имеет значения» при уч. ЯМАУГЛИ, «Русский Стандарт»)
- 2021 — Сборник разных исполнителей — «Hustle Dreams: Snow Mafia» («Bossshit» совм. с D.Masta и Young P&H)
- 2022 — D.Masta — «Boss Shit (Remix)» (сингл; при уч. Yung Trappa, Benz, Big Russian Boss, Young P&H, Timurka Bits, Слава КПСС, Цепi, Satoshi, Lil Lin)

## Видео
- 2016 — «Звёзды» (при уч. Young P&H)[45]
- 2017 — «Кто, если не Мы» (при уч. MC Хованский)[46]
- 2017 — «Мне нравится» (при уч. MOLLY)[47]
- 2018 — «Шведский стол»[48]
- 2018 — «Все впереди» (при уч. MC Боярского)
- 2018 — «Не виноват» (при уч. Ёлки)[49]
- 2019 — «Гена Букин» (при участии. Джарахова, Тилэкс, Young P&H, DK, Моргенштерна, Хлеб)[50]
- 2020 — «Волк» (при уч. Roulanges)[51]
- 2021 — «Нефертити» (при уч. Ролана)

### Участие
- 2017 — Джарахов — «Блокеры»[52]
- 2017 — «Каста» — «Скрепы»[53]
- 2017 — ATL — «Священный рейв»[54]
- 2019 — Rickey F — «Fuck Cash»[55]
- 2020 — Джарахов — «Я — Гусейн Гасанов»[56]
- 2021 — Cream Soda — «Подожгу»

## Список выпусков Big Russian Boss Show
| Первый сезон 1. Роберто Панчвидзе 2. Эльдар Джарахов 3. Capella и Саша Чест (Black Star) 4. Ответы на Вопросы 5. Неизданное 6. Парни пробуют 7. Slim 8. Самый умный бомж 9. Нереальный выпуск | Второй сезон \| Питерский сезон 1. Ресторатор 2. Чейни 3. Хованский \| Часть 1 4. Хованский \| Часть 2 5. Эльдар Джарахов 6. Невошедшие рубрики #1 7. Невошедшие рубрики #2 8. Невошедшие рубрики #3 9. Невошедшие рубрики #4 10. Невошедшие рубрики #5 | Третий сезон 1. Должанский (данный выпуск был показан на канале ТНТ4 3 ноября 2017 года в 01:00) 2. Стас Давыдов 3. Паша Техник \| Часть 1 4. Паша Техник \| Часть 2 5. Руслан Усачев 6. LizzzTV 7. Джиган | Четвёртый сезон 1. Yanix 2. Ян Топлес 3. Ларин \| Часть 1 4. Ларин \| Часть 2 5. DJ MEG 6. Дмитрий Маликов (данный выпуск был показан на ТНТ4 1 ноября 2017 года в 01:00) 7. Николай Соболев и Гурам Нармания |

| Пятый сезон 1. Serebro \| Часть 1 (данный выпуск был показан на канале ТНТ4 2 ноября 2017 года в 01:00) 2. Serebro \| Часть 2 3. LSP 4. Данила Поперечный 5. Wylsacom 6. Kyivstoner 7. ЯнГо \| Часть 1 8. ЯнГо \| Часть 2 9. Амиран \| Дневник Хача 10. Макс Голополосов \| +100500 (данный выпуск был заблокирован на территории России ввиду жалоб правообладателя Warner Music Group) 11. Слава КПСС (Гнойный) и Замай 12. Тимофей Мозгов 13. Ёлка (данный выпуск был показан на канале ТНТ4 4 ноября 2017 года в 01:00) | Шестой сезон 1. Дискотека Авария (данный выпуск был показан на ТНТ4 6 ноября 2017 года в 01:00) 2. Ольга Бузова (данный выпуск был показан на канале ТНТ4 31 октября 2017 года в 01:00) 3. Тимур Каргинов (премьера этого выпуска состоялась на канале ТНТ4 5 ноября в 01:00, через несколько часов был выложен на YouTube) 4. Пошлая Молли 5. Виталий Милонов 6. Каста \| Хамиль и Змей 7. Каста \| Хамиль и Змей (часть 2) 8. Новогодний выпуск (при участии Serebro, Эльдара Джарахова, Джигана, Паши Техника, Дружко, Ресторатора, Лиззки, Хованского, Олега Майами, Маши Миногаровой, Басты, «Хлеб», Лаки Ли, Нейромонаха Феофана, Артёма Пивоварова, Любови Успенской и Максима Фадеева) 9. Невошедшие: Паша Техник 10. Невошедшее: Ресторатор 11. Невошедшее: Лиззка | Седьмой сезон 1. Big Russian Boss versus Витя АК47 — Кулинарный battle 2. NPans и Жак Энтони 3. Егор Крид 4. Doni и Анатолий Цой 5. Дружко и Мезенцев 6. Доминик Джокер и Иосиф Пригожин 7. Птаха и D.Masta 8. Гарик Харламов и Тимур Батрутдинов 9. Смоки Мо и THRILL PILL 10. Айза и Mozee Montana 11. Гарри Топор и Тони Раут 12. Паша Техник и Kyivstoner 13. Должанский и Dirty Monk 14. T-killah и Катя Самбука | Восьмой сезон 1. Амстердам 2. Европейская кухня 3. Эрмитаж Амстердама 4. Берлин 5. Тест-драйв Trabant 6. Евгений Чичваркин 7. Илья Соболев 8. Ида Галич 9. Cygo \| Panda E 10. Паша Техник 11. Новогодние извинения 12. Tommy Cash 13. Bumble Beezy |